# Charles de Mansfeld
Charles de Mansfeld (1543 – 24 août 1595) est un général allemand de la Guerre de Cologne et des Guerres austro-turques.
Fils du comte Pierre-Ernest Ier de Mansfeld, né dans l'actuel Luxembourg, il est éduqué en France. Seigneur de Noyon-sur-Andelle et de Lyons-la-Forêt, il est gentilhomme de la chambre du roi. 
En 1568, il est un des signataires du Compromis des Nobles qui demande à Philippe II la suppression de l'Inquisition aux Pays-Bas et une modération des placards en matière religieuse.
En 1576, Catherine de Médicis lui rachète ces deux seigneuries, en mémoire de son fils Charles IX. Il entre ensuite dans l'armée de Philippe II d'Espagne, et est nommé général et amiral de la marine des Pays-Bas espagnols. Il est envoyé en Hongrie, où avec le Comte Mátyás Cseszneky (en), il participe au siège d'Esztergom en 1595, au cours de la Longue Guerre. Il est mort peu de temps après, probablement de ses blessures, à Komárom.

## Mariage et descendance
Il s'est marié deux fois, d'abord à Diane de Cossé et, deuxièmement, à Marie-Christine d'Egmond, qui mourut en 1622.
Elle avait, de son second mariage, un fils, Alexandre de Bournonville, duc de Bournonville, comte d'Hénin-Liétard (14 septembre 1585, Bruxelles, décédé le 21 mars 1656), et, probablement avec Mansfeld, un second fils, Antoine III de Lalaing (né entre 1588 et 1590 et mort le 26 septembre 1613), comte de Hoogstraeten, qui a épousé Marie-Marguerite de Berlaymont, fille de Claude Berlaymont, aussi connu comme Haultpenne.

## Les frères et sœurs
Du premier mariage de son père, le 1er avril 1542 avec Marguerite van Brederode (*ca 1520, morte le 31 mai 1554);
- Frédéric, *1542, mort 1559
- Polyxene, morte après le 17 septembre 1591 ; mariée à Palamède de Nassau-Chalon (+1600)

Du second mariage de son père, le 22 février 1562 avec Marie de Montmorency (morte le 5 février 1570)
- Philippe Octavien (1564-1591)
- Dorothée, mariée à Franz Verdugo

Un fils Naturel [par Anna von Benzerath]
- Peter Ernst II von Mansfeld *1580, † près de Sarajevo 29 novembre 1626